# Вінстон Черчилль (рояліст)
Вінстон Черчилль (англ. Winston Churchill; 18 квітня 1620 — 26 березня 1688) — військовий і державний діяч Англії, історик.

## Життєпис
Походив з провінційного англійського шляхетського роду джентльменів Черчиллів. Син Джона Черчилля, адвоката, та Сари Вінстон. Народився 1620 року в графстві Дорсет. Здобував освіту в Сент-Джонс-коледжі Оксфордського університету, але залишив університет, не отримавши вченого ступеню.
Був прихильником королівської влади Стюартів. З початком громадянської війни в Англії разом з батьком підтримав короля Карла I (його прихильники звалися роялистами або кавалерами). У 1642 році отримав чин капітана кінноти. 1643 року оженився на представниці заможного роду Дрейків (прихильників парламенту), отримавши як посаг 1500 фунтів стерлінгів. Брав активну участь в бойових діях до 1645 року.
Після поразки роялістів 1649 року він змушений був виплатити грошовий штраф в розмірі 446 фунтів стерлінгів і 8 шиллінгів. Внаслідок цього був разореним, до того хворів від поранень. Оселився в замку Дрейкв в Аші біля Ексмінстера. Наступні 12 років не брав участь у політиці, займаючись історією, генеалогією роду Черчиллів, церковним правом.
Після реставрації Стюартів Черчилль 1660 року перебирається до Лондону, а у 1661 році був обраний депутатом до (Палати громад) англійського парламенту (так званного Кавалерського) від Веймут і Мелкомб-Реджиса. 1663 року сприяв роману доньки Арабелли з братом короля — Яковом, намагаючись таким чином прискорити свою кар'єру та своїх синів. Того ж року Вінстона Черчилля спрямовано до Дубліна для з'ясування земельних суперечок. У 1664 році був висвячений у лицарі-бакалавра і став членом Лондонського королівського товариства. 1665 року повертається до Лондона, не досягши успіхів в Ірландії. Тут призначається молодшим клерком-контролером в управління королівським майном (Раді Зеленого Сукна). Невдовзі отримав від короля право на власний герб, обравши девіз: «Вірний, проте невдаха».
У 1685 році вдруге стає членом парламенту (Палати громад), тепер від Лайм-Реджіс. Належав до партії Двору (в подальшому відомої як торі). Помер у 1688 році.

## Творчість
Автор історії англійських королів під назвою «Володарі Британії; зроблені зауваження щодо Життя Королів цього Острова, починаючи з року Світу 2855 до року Благодаті 1660» (англ. Divi Britannici; being a remark upon the Lives of all the Kings of this Isle, from the year of the World 2855 until the year of Grace 1660), в якій описав історію Англії від створення світу в 2855 році до 1660 року.

## Родина
Дружина — Елізабета, донька Джона Дрейка
Діти, що вижили:
- Арабелла (1648—1730), коханка майбутнього короля Якова II Стюарта
- Джон (1650—1722), генерал, 1-й герцог Мальборо
- Джордж (1653—1710), адмірал
- Чарльз (1656—1714), генерал-лейтенант
- Теобальд (1662—1685).